# Adjva
L'Adjva est une rivière russe d'une longueur de 334 km qui coule dans la république des Komis. Elle est un affluent de l'Oussa.

## Source de la traduction
- (de) Cet article est partiellement ou en totalité issu de l’article de Wikipédia en allemand intitulé « Adswa » (voir la liste des auteurs).